# AEC Matador

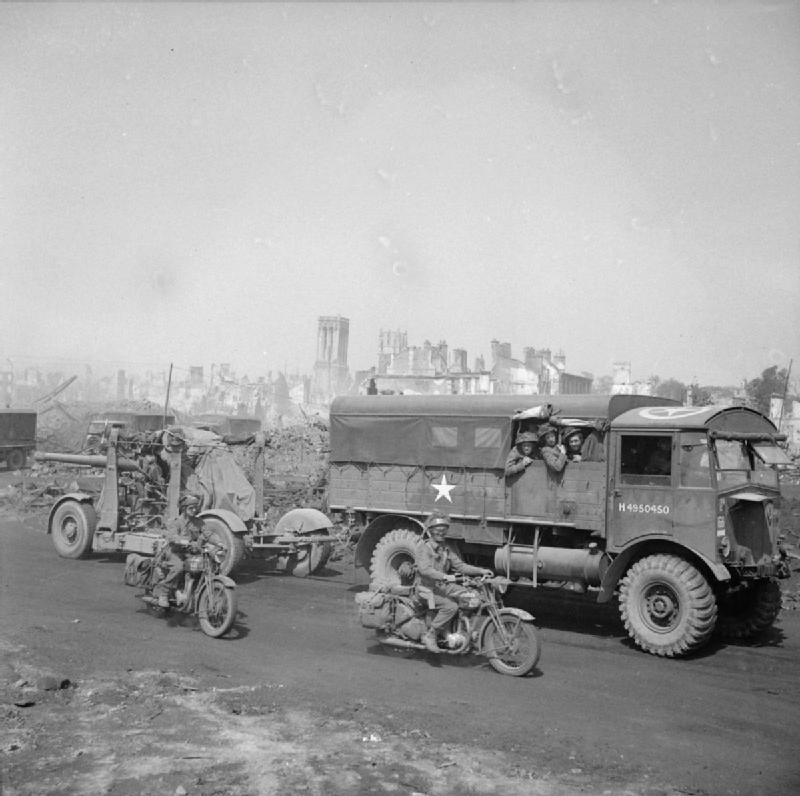
AEC Matador im zerstörten Caen, 1944

Der AEC Matador Medium Artillery Tractor (MAT) war ein schwerer, britischer Allrad-Lastkraftwagen vor und im Zweiten Weltkrieg, den die Associated Equipment Company (AEC) von 1938 bis 1953 produzierte. Das Modell Matador bildete das Rückgrat der Transport- und Versorgungskräfte der britischen Armee im gesamten Commonwealth.

## Entwicklung
Während Allrad-Lastkraftwagen in der 4x4-Konzeption in den Vereinigten Staaten seit dem Ende des Ersten Weltkriegs durch F.W.D. und Jeffery weiterhin in größerem Umfang gebaut wurden, bestand in Großbritannien kein großes Interesse an diesen Fahrzeugen.
Das Unternehmen AEC hatte 1931 einen ersten Lastkraftwagen ähnlichen Aussehens entwickelt. Der Hardy 4-Tonner war ein Fahrzeug das hauptsächlich exportiert wurde. Dieser Lastkraftwagen hatte einen normalen 4x2-Antrieb.
Als Allrad-Fahrzeug wurde der Matador von AEC für die britischen Streitkräfte entwickelt, um in der hauptsächlich in der Klasse der Medium Artillery Tractor (3xton 4x4) mittelschwere Geschütze zu ziehen. Es erhielt die Typenbezeichnung O853 bei AEC. Einige frühe Fahrzeuge mit Benzin-Motor hatten die Bezeichnung 853. Es wird angenommen, dass die Namensfindung von der Kurzform der Funktionsbenennung MAT beeinflusst wurde.
Der Matador erwies sich als sehr vielseitiges Fahrzeug. Das Fahrwerk war so konstruiert, dass Böschungen und Geländeerhebungen durch die weit vorn stehenden Vorderräder leicht überwunden werden konnten. Hatten doch die meisten Lkw dieser Zeit noch einen einfachen Antrieb, konnte der Matador bereits mit einem Allradantrieb aufwarten.
Das Fahrerhaus war in einer Kombination aus Eschenholz und Stahlblechen ausgeführt.
Die Höchstgeschwindigkeit betrug 48 km/h (30 mph).

## Ausführungen
Die meisten Fahrzeuge verfügten über eine Pritsche mit Planenabdeckung für den Ladebereich. Hierbei waren in Artillerieausführung innen zwei Holzbänke montiert und es gab auf beiden Seiten eine kleine Mannschaftstüre. Am hinteren Ende der Ladefläche wurde die Munition für das gezogene Geschütz mitgeführt.
Das Befehlsfahrzeug, ausgerüstet mit Funkgeräten, erhielt einen Kasten mit Rahmenantenne.
Die Tankversion hatte einen Dreiachsantrieb und war in der Lage, in ihrem Tankaufbau 2500 Gallonen Treibstoff zu befördern.
In der Reparaturversion wurde ein verkürzter Kastenaufbau angebracht, an Bug und Heck befand sich jeweils eine Winde, des Weiteren ein kleiner Kran auf der Ladefläche.

## Produktion
Für die britische Armee und RAF wurden zwischen 1938 und 1945 mit allen Abarten 9029 AEC Matador gefertigt. Zu den ersten Käufern des Fahrzeugs gehörten die norwegischen Streitkräfte.

## Einsatz
Der Matador gehörte als mittlerer Artillerieschlepper zwischen die Klasse um den Morris C8 für leichtere Waffen und die Klasse für schwere Geschütze mit dem Scammell Pioneer.
Typische Zuglasten für den Matador waren die mittlere Kanone 5.5-inch Medium Gun oder auch die schwere Flugabwehrkanone 3.7-inch AA Gun. Obwohl die verbreitete 25-pdr Gun eigentlich von Fahrzeugen der Morris C8 - Klasse geschleppt werden sollte, kamen auch für dieses Geschütz öfter Matador als Zugfahrzeuge zum Einsatz.
Die Zugkraft der Matador galt als legendär, so wurde überliefert, dass diese M4 Sherman in schwierigem Gelände freischleppen konnten oder auch eine Kolonne von mehreren defekten Fahrzeugen abschleppen konnten.
Auch die kanadischen Streitkräfte genauso wie die australischen Streitkräfte setzten im Zweiten Weltkrieg Matador ein.
Auch nach dem Krieg blieb der Matador im Dienst. Ausgemusterte Exemplare kamen überall zum Einsatz und bewährten sich vor allem wegen ihrer Geländefahreigenschaften in der Forstwirtschaft.

## Varianten
Vom Matador wurden einige Varianten gebaut sowie Teile für neue Fahrzeuge verwendet. So bildeten die Ladeplatte und das Fahrwerk, kombiniert mit dem Führerstand des AEC Armoured Car und dem Ordnance QF-6-Pfünder-7-cwt-Panzerabwehrgeschütz, den AEC Mk I Deacon. Von dem 175 Stück gebaut wurden.
Als gepanzerte Befehlsstelle wurde das Fahrzeug als Dorchester Wireless Control Office bezeichnet. Hiervon wurden 416 Stück gebaut.
Ein gepanzerter Munitionstransporter verfügte über gepanzerte Seitenteile und einem gepanzerten Fahrerhaus, ähnlich dem des AEC Deacon.
Bei der Royal Air Force wurden die Fahrzeuge häufig mit Aufbauten mit schwerem Gerät versehen oder zogen 20-ton 16-wheel Multiwheeler-Trailer. Doch auch Nachrichtenaufbauten und Stromerzeuger wurden montiert.